# Kirshenbaum
Kirshenbaum, czasem nazywany ASCII-IPA lub erkIPA, to system do zapisu Międzynarodowego Alfabetu Fonetycznego (ang. International Phonetic Alphabet, (IPA)) w ASCII. System został stworzony dla Usenet i umożliwia zapisywanie symboli fonetycznych przy użyciu zwykłej klawiatury komputerowej. Nazwa Kirshenbaum pochodzi od pomysłodawcy i koordynatora prac nad systemem, Evana Kirshenbauma.

## Porównanie z systemem X-SAMPA
Kirshenbaum korzysta prawie wyłącznie z małych znaków do odzwierciedlenia symboli IPA, lecz w przeciwieństwie do systemu X-SAMPA, posiada on znaczną różnicę w reprezentowaniu litery „r”. Przykłady, w których te dwa systemy mają inne odwzorowanie między znakami i dźwiękami to:
|                                        | IPA | X-SAMPA | Kirshenbaum |
| -------------------------------------- | --- | ------- | ----------- |
| drżąca dziąsłowa                       | r   | r       | r<trl>      |
| półotwarta dziąsłowa                   | ɹ   | r\      | r           |
| prawie otwarta przednia niezaokrąglona | æ   | {       | &           |
| otwarta tylna zaokrąglona              | ɒ   | Q       | A.          |
| półotwarta centralna niezaokrąglona    | ɜ   | 3       | V"          |
| akcent główny                          | ˈ   | "       | '           |
| akcent poboczny                        | ˌ   | %       | ,           |